# Balenciaga
Balenciaga – luksusowy hiszpański dom mody z główną siedzibą mieszczącą się w Paryżu. Oryginalnie założona w 1919 roku przez hiszpańskiego projektanta Cristóbala Balenciaga w San Sebastián.

## Historia

### Cristóbal Balenciaga
Nazwa firmy została za zaczerpnięta z nazwiska jej założyciela – Cristóbala Balenciaga (1895– 1972). Balenciaga urodził się 21 stycznia 1895 roku, jako syn kapitana statku wodnego oraz szwaczki, w Hiszpańskim mieście Getaria. Po ukończeniu szkoły podstawowej Cristobal rozpoczął praktykę krawiecką w Casa Gómez, w San Sebastián, a w późniejszych latach został kierownikiem działu krawiectwa lekkiego w oddziale paryskiego domu towarowego Les Grands Magasins du Louvre w San Sebastián.
W 1917 roku Balenciaga otworzył swój pierwszy samodzielny biznes w San Sebastián. Nosił on nazwę „C. Balenciaga”. Trwająca pierwsza wojna światowa spowodowała, iż największe marki (takie jak Chanel, Paquin, Maison Worth) przeniosły się ze stolicy Francji do Hiszpanii. Cała sytuacja pozwoliła Cristóbalowi na uczestniczenie w pokazach mody podczas wojny, czego skutkiem była gotowość do przedstawienia swojej pierwszej kolekcji we wrześniu 1918 roku. 

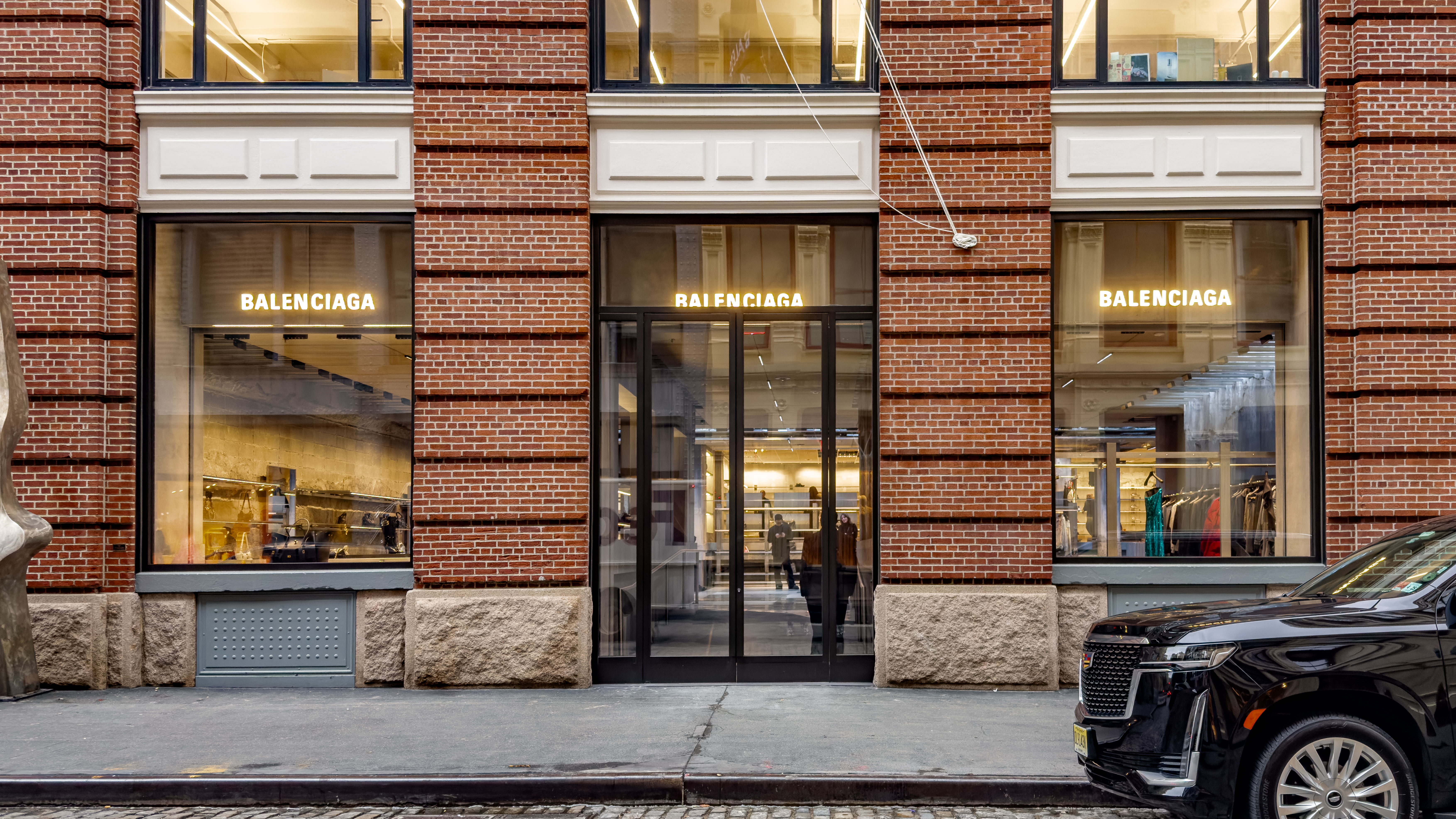
Sklep marki w dzielnicy SoHo w Manhattanie

Po swoim debiutanckim pokazie projektant był zmuszony znaleźć środki na dalsze finansowanie jego działalności. Na skutek poszukiwań powstała firma sióstr Benity i Danieli Lizaso – Balenciaga y Compañia, której Balenciaga był współwłaścicielem. Sześć lat współpracy z siostrami Lizaso zapewniły młodemu krawcowi ugruntowanie swojej pozycji i zaistnienie jako czołowy hiszpański projektant.
W roku 1925 Balenciaga po raz pierwszy zaprezentował swoją nową kolekcję pod pełnym imieniem i nazwiskiem „Cristóbal Balenciaga”.
W 1937 roku ze względu na sytuację polityczną w Hiszpanii oraz trwającą hiszpańską wojnę domową projektant przeniósł firmę do Paryża, na 10 Avenue George V. Dwa miesiące później została zaprezentowana pierwsza paryska kolekcja couture (mocno inspirowaną hiszpańskim renesansem). W grudniu tego roku pojawiła się pierwsza wzmianka o Cristobalu Balenciaga w magazynie „Vogue”, natomiast rok później ten sam magazyn pierwszy raz zaprezentował jego projekty.
Mówi się, że Balenciaga mógł kontynuować działalność w okupowanym przez nazistów Paryżu dzięki swoim powiązaniom z hiszpańskim dyktatorem generałem Francisco Franco, bliskim sojusznikiem Adolfa Hitlera. Balenciaga miał tak zażyłe relacje z Franco, że projektował stroje dla jego rodziny.
Po wojnie jego projekty stały się bardziej eleganckie i przeciwstawiały się kształtowi klepsydry spopularyzowanemu przez „Christian Dior’s New Look”. Spojrzenie Balenciagi odbiegało od zaokrąglonych ramion, wąskiej talii oraz długiej spódnicy, które zaprezentował Dior. Nowe projekty były obszerne, pozbawione talii i posiadały poszerzone ramiona. Doskonałymi przykładami z tego okresu jest czarny płaszcz z faille (1957), zawijany płaszcz wieczorowy (1962) czy też zawijana sukienka z czarnej tafty z falbaniastym, bombkowym kształtem na dole (1951). W roku 1959 jego praca kończy się linią Empire. Jest to kluczowy okres uważany za największy wkład w świat mody jeśli chodzi o twórczość Balenciagi, ponieważ prezentuje on nową sylwetkę dla kobiet.
W 1968 roku Balenciaga przeszedł na emeryturę. W maju tego samego roku zamknął swój salon. Miało to miejsce zaledwie kilka dni po wybuchu zamieszek na ulicach Paryża (rewolta francuskich studentów przeciwko przestarzałemu systemu oświaty).
W 1972 roku wrócił na krótko do projektowania w celu stworzenia sukni ślubnej dla wnuczki generała Franco – Maríi del Carmen Martínez-Bordiú y Franco. Kreacja została uszyta w Madrycie pod nadzorem Cristobala. Dwa tygodnie po ukończeniu projektu Cristobal Balenciaga zmarł w wieku 77 lat. Gazety informujące o jego odejściu pisały o odejściu „króla” świata mody. Sam Christian Dior nazywał go „mistrzem nas wszystkich”, a Hubert Givenchy „architektem haute couture”.

### Nicolas Ghesquiére
W 1997 nowym dyrektorem kreatywnym został Nicolas Ghesquiére. Pod jego kadencją w 2001 roku marka weszła w skład grupy Gucci, która w 2004 została częścią holdingu Kering. W tym samym roku Nicolas Ghesquiére zaprezentował kolekcję o nazwie „Edition” która przedstawiała „przeróbki i wznowienia oryginalnych projektów, dostosowane do nastrojów panujących w modzie”. W 2012 roku Nicolas zrezygnował ze stanowiska w Balenciaga i został nowym dyrektorem kreatywnym damskiego działu Louis Vuitton,.

### Alexander Wang
W 2012 roku dyrektorem kreatywnym został Alexander Wang. Był on pierwszym dyrektorem Balenciagi wywodzącym się z sektora prêt-à-porter. Pod jego kadencją marka dodała do swojej oferty produkty takie jak koszulki, obuwie sportowe, bluzy. Wang nadał marce, która od lat skupiała się na projektach haute couture, nowoczesnego, młodzieżowego charakteru zmierzającego w stronę streetwear.

### Demna Gwasalia
W 2015 stanowisko dyrektora kreatywnego objął Demna Gwasalia, który rok wcześniej zaistniał w świecie mody wraz ze swoim bratem (Guram Gwasalia) tworząc markę Vetements. Demna zaprezentował „antymodową” postawę, w swoich projektach skupiał się na krytyce konsumpcjonizmu. Gwasalia zaprezentował światu nowe ujęcie, już dobrze znanych projektów Cristobala Balenciagi, takich jak sukienka balonowa (prêt-à-porter FW 17/18) nawiązująca do kurtki balonowej (1953). Widoczna była inspiracja współczesnością i realizmem, która łączyła się z haute couture.
W 2017, z okazji stulecia marki, zaprezentowano dziewięć spektakularnych projektów sukienek couture, powstałych na bazie archiwalnych projektów.
Latem 2021 roku marka Balenciaga wrociła do kalendarza wydarzeń mody haute couture – po 53 latach przerwy. Kolekcja nawiązywała do Cristobala Balenciagi. Sam pokaz był rodzajem hołdu dla założyciela,. Całości towarzyszyły nawiązania do oryginalnego dorobku. W dalszych projektach takich jak obszerny szmaragdowy płaszcz (jesień 2021) oraz pomarańczowa rzeźbiona sukienka (jesień 2021) widoczne było nawiązanie do żywych kolorów inspirowanych Hiszpanią, tak jak było to w pierwszych pracach Cristobala.

## Zarządzanie
Dyrektorzy generalni:
- 2016–2024: Cédric Charbit[32]
- od 2024: Gianfranco Gianangeli[32]

Dyrektorzy kreatywni
- 1919–1968: Cristobal Balenciaga[1]
- 1987–1992: Michel Goma
- 1992–1997: Josephus Melchior Thimister
- 1997–2012: Nicolas Ghesquiére[19]
- 2012–2015: Alexander Wang[23]
- 2015-2025: Demna Gwasalia[26]
- od 2025: Pierpaolo Piccioli[33]